# Нова Швабија
Нова Швабија је подручје на Антарктику између 20° источне до 10° западне географске дужине, који је Нацистичка Немачка поседовала у периоду од 19. јануара 1939. до 8. маја 1945. године
Територија Нове Швабије се налази у подручју Земље Краљице Мауд, на коју од 1938. године претендује Норвешка.
Експедиција „Нова Швабија“ немачког Трећег рајха трајала је од 17. децембра 1938. до фебруара 1939. године под руководством Алфреда Ричера. Немачки пилоти су летели на површини од око 600.000 km² (скоро дупла територија данашње Немачке), и на сваких 25–30 km из авиона бацали анкере. Око 350 km² је фотографисано из ваздуха, направљено је више од 11 хиљада фотографија. Циљ експедиције је био да заштити немачке станице за китолов на Антарктику. Упркос чињеници да ниједна стална база није саграђена у овој области и да је она данас део норвешке антарктичке територије, Нова Швабија је постала корен неколико теорија завере, међу којима је и она о нацистичким НЛО.

## Прве експедиција
Као и многе друге земље, од краја XIX до почетка XX века, Немачка је направила неколико експедиција на Антарктику за потребе научног истраживања. Антарктичка експедиција у XX веку вршила је астрономске, метеоролошке и хидролошке студије у Јужном делу Атлантског океана, острва Јужна Џорџија, Кергелен и Крозет, обично у сарадњи са тимом научника из других земаља. Почетком XX века, немачки истраживачи су почели да раде на континенту Антарктик.
Прва немачка Антарктичка експедиција (1901—1903) на челу са професором геологије Ерихом фон Дригалским, први пут употребљава на Антарктику атмосферске сонде, испуњене топлим ваздухом. Он је истражио и описао ово подручје и дао име Земља Кајзера Вилхелма II по Кајзеру Вилхелму II.
Друга немачка Антарктичка експедиција (1911—1912), коју је предводио Вилхелм Филкхнер требало је да истражи читав Антарктик и сазна да ли је то континент или сједињена група острва. Ово експедиција није завршена до краја.
Године 1937, први пут се појавио у мору немачка флота ловаца на китове, а након успешног повратка у пролеће 1938, започете су припреме за трећу немачку експедицију на Антарктику.

## Немачки Антарктички експедиција „Нови Швапска“ (1938—1939)
После доласка на власт нацистичке партије коју је предводио Адолф Хитлер, Немачка је читав континент прогласила територијом Трећег рајха, са могућношћу државне консолидације.
У ту сврху припремана је велика експедиција названа „Нови Швапска“. Буџет експедиције био је око 3 милиона немачких марака.
Експедиција је кренула из Хамбурга 17. децембра 1938. године. На Антарктик стиже 19. јануара 1939. године, где одмах почиње детаљно фотографисање територије. Истражено је велико подручје југа континента од 13 степени западне до 22 степени источне географске дужине, направљено је преко 11.000 фотографија, које покривају око 360.000 km².
Средином фебруара 1939. експедиција је напустила Антарктик. Повратак брода у Хамбург траје два месеца.
Планирана је и следећа експедиција са великим бројем авиона, међутим, наступо је Други светски рат и планови су морали да буду отказани.

## Теорије завере и езотерични концепт „Нове Швабије“
Постоје тврдње, нарочито у Русији, да је наводно експедиција Ричера створила војну базу на Антарктику, и да је тамо посада подморнице У-530 сакрила окултне реликвије Трећег рајха, укључујући и Свети грал.
Године 1947, америчка морнарица је спровела експедицију на Антарктику, под називом „У скоку“ (енгл. Highjump) под командом адмирала Ричарда Берда (који је 1938. учествовао у преговорима о Ричеровој експедицији). У вези са овом експедицијом постоје теорије завере да је спроводена са намером да елиминише тајну нацистичку базу, скривену у леду, која чува нацистичка тајна оружја. Постоји и мит да је након 1945. године Хитлер преживео и заједно са водећим стручњацима и идеолозима Трећег рајха побегао и сакрио се у тајној бази на Антарктику.

## Стање данас
Тренутно, у области јужно од 60°, по Антарктичкој повељи је било којој од земаља забрањена свака радња, осим истраживања. Међутим, на терирорији Нове Швабије (Земља краљице Мауд) делује немачка станица „Нумајер III".